# Гейгер, Людвиг Мориц
Людвиг Мориц Филипп Гейгер (нем. Ludwig Moritz Philipp Geiger; 1848—1919) — немецкий филолог, писатель

, журналист, редактор, литературный критик, историк литературы, биограф, искусствовед, переводчик и педагог; представитель реформистского иудаизма.

## Биография
Родился 5 июня 1848 года в городе Бреславле в семье еврейского теолога, раввина и проповедника Авраама Гейгера. Изучал филологию и историю в университетах Гейдельберга, Геттингена и Берлина.
По окончании обучения, сначала был преподавателем при еврейской семинарии в Берлине, затем получил звание доцента при Берлинском университете, где с 1880 года занимал кафедру экстраординарного профессора. 
С октября 1909 года Л. Гейгер редактировал выходивший в Берлине еженедельный журнал на немецком языке «Allgemeine Zeitung des Judenthums», посвящённый еврейским интересам. 
В общественной жизни Людвиг Γейгер выступал сторонником радикальной реформы иудаизма. Занимая с 1898 место представителя берлинской еврейской общины, он благодаря своей энергичной защите радикализма часто вызывал ярые нападки со стороны консерваторов и сионистов.
Помимо многочисленных сочинений из области немецкой литературы и немецкой культуры, Л. Гейгер написал также следующие книги по вопросам иудаизма: «Das Studium der hebräischen Sprache in Deutschland vom Ende d. XV bis zur Mitte des XVI J.» (1870); «Johann Reuchlin, sein Leben und seine Werke» (1871); «Geschichte der Juden in Berlin» (две части; вторая часть содержит обилие материалов из разных архивов). 
В журнале «Zeitschrift für die Geschichte der Juden in Deutschland», который Людвиг Γейгер редактировал по поручению «Исторической комиссии по истории евреев в Германии» (4 тт., Брауншвейг, 1887—1892), им напечатаны: «Die Juden und die deutsche Literatur» (т. I, 322—365; II, 297—374), затем «Zur Geschichte des Studiums der hebräischen Sprache in Deutschland während des XIV J.» (IV); «Vor hundert Jahren» (III); «Die Erteilung des Bürgerrechts an die Juden in Frankfurt», 1811 (V), и множество небольших статей.
Людвиг Мориц Филипп Гейгер умер 9 февраля 1919 года в городе Берлине.

## Семья
- Племянник — философ-феноменолог Мориц Гейгер.
- Двоюродный брат — философ Лазарь Гейгер.